# Liste der schwedischen Meister in der Nordischen Kombination

Logo des Svenska Skidförbundet (Schwedischer Skiverband)

Die Liste der schwedischen Meister in der Nordischen Kombination listet alle Sieger in der Nordischen Kombination bei den schwedischen Meisterschaften seit 1910 auf. Bis 1924 wurde lediglich ein Einzelmeister ermittelt, ab 1925 auch ein Mannschaftsmeister. Seit 1998 wird jedoch wieder erneut ausschließlich ein Einzelmeister ermittelt.
Erfolgreichster Teilnehmer ist Göran Andersson, der zwischen 1983 und 1992 insgesamt neun Mal den Titel gewinnen konnte. Ihm folgen Bengt Eriksson mit acht und Ejnar Olsson mit sieben Titeln. In der Teamwertung ist der IF Friska Viljor der erfolgreichste Verein mit elf Titeln, die er zwischen 1927 und 1988 gewinnen konnte.

## Ergebnisse
| Jahr | Meister (Verein)                      | Teamwertung       |
| ---- | ------------------------------------- | ----------------- |
| 1910 | Ejnar Olsson (Djurgårdens IF)         | nicht ausgetragen |
| 1911 | Ejnar Olsson (Djurgårdens IF)         | nicht ausgetragen |
| 1912 | Olle Tandberg (AIK Solna)             | nicht ausgetragen |
| 1913 | Olle Tandberg (Djurgårdens IF)        | nicht ausgetragen |
| 1914 | Ejnar Olsson (Djurgårdens IF)         | nicht ausgetragen |
| 1915 | Ejnar Olsson (Djurgårdens IF)         | nicht ausgetragen |
| 1916 | Thor Lööf (Filipstads SF)             | nicht ausgetragen |
| 1917 | Menotti Jakobsson (Djurgårdens IF)    | nicht ausgetragen |
| 1918 | Ejnar Olsson (Djurgårdens IF)         | nicht ausgetragen |
| 1919 | Thor Lööf (Filipstads SF)             | nicht ausgetragen |
| 1920 | Ejnar Olsson (Djurgårdens IF)         | nicht ausgetragen |
| 1921 | Ejnar Olsson (Djurgårdens IF)         | nicht ausgetragen |
| 1922 | Olle Tandberg (Djurgårdens IF)        | nicht ausgetragen |
| 1923 | Pelle Holmström (IF Friska Viljor)    | nicht ausgetragen |
| 1924 | John Jonsson (Djurgårdens IF)         | nicht ausgetragen |
| 1925 | John Jonsson (Djurgårdens IF)         | Djurgårdens IF    |
| 1926 | Sven Johansson (Luleå SK)             | Djurgårdens IF    |
| 1927 | Sven Eriksson (Selångers SK)          | IF Friska Viljor  |
| 1928 | Sven Eriksson (Selångers SK)          | IF Friska Viljor  |
| 1929 | Otto Hultberg (Bodens BK)             | IF Friska Viljor  |
| 1930 | Sven Eriksson (Selångers SK)          | IF Friska Viljor  |
| 1931 | Karl Pettersson (IF Friska Viljor)    | IF Friska Viljor  |
| 1932 | Harald Hedjerson (Djurgårdens IF)     | Grycksbo IF       |
| 1933 | Otto Hultberg (Bodens BK)             | Grycksbo IF       |
| 1934 | Harald Hedjerson (Djurgårdens IF)     | Grycksbo IF       |
| 1935 | Harald Hedjerson (Djurgårdens IF)     | Grycksbo IF       |
| 1936 | Otto Hultberg (Bodens BK)             | Grycksbo IF       |
| 1937 | Harald Hedjerson (Djurgårdens IF)     | Domsjö IF         |
| 1938 | John Westbergh (Anundsjö IF)          | Domsjö IF         |
| 1939 | Harald Hedjerson (Djurgårdens IF)     | Grycksbo IF       |
| 1940 | John Westbergh (Anundsjö IF)          | Djurgårdens IF    |
| 1941 | John Westbergh (Anundsjö IF)          | Grycksbo IF       |
| 1942 | John Westbergh (Anundsjö IF)          | Anundsjö IF       |
| 1943 | Sven Rogström (Grycksbo IF)           | Njurunda IK       |
| 1944 | Sven Israelsson (Dala-Järna IK)       | IFK Kiruna        |
| 1945 | Sven Rogström (IF Friska Viljor)      | IF Östersund      |
| 1946 | Sven Israelsson (Dala-Järna IK)       | Dala-Järna IK     |
| 1947 | Sven Israelsson (Dala-Järna IK)       | IFK Kiruna        |
| 1948 | Sven Israelsson (Dala-Järna IK)       | IFK Kiruna        |
| 1949 | Clas Haraldsson (Lycksele IF)         | Lycksele IF       |
| 1950 | Sven Israelsson (Dala-Järna IK)       | IFK Kiruna        |
| 1951 | Clas Haraldsson (Lycksele IF)         | IFK Kiruna        |
| 1952 | Erik Elmsäter (IFK Kiruna)            | nicht ausgetragen |
| 1953 | Bengt Eriksson (Malungs IF)           | Vännäs AIK        |
| 1954 | Lars-Erik Efverström (Vittjärvs IK)   | Djurgårdens IF    |
| 1955 | Bengt Eriksson (IF Friska Viljor)     | Djurgårdens IF    |
| 1956 | Bengt Eriksson (IF Friska Viljor)     | Njurunda IK       |
| 1957 | Bengt Eriksson (IF Friska Viljor)     | Dala-Järna IK     |
| 1958 | Bengt Eriksson (IF Friska Viljor)     | IF Friska Viljor  |
| 1959 | Lars Dahlqvist (Njurunda IK)          | IF Friska Viljor  |
| 1960 | Lars Dahlqvist (Njurunda IK)          | Njurunda IK       |
| 1961 | Bengt Eriksson (IF Friska Viljor)     | Njurunda IK       |
| 1962 | Lars Dahlqvist (Njurunda IK)          | Njurunda IK       |
| 1963 | Lars Dahlqvist (Njurunda IK)          | Koskullskulle AIF |
| 1964 | Bengt Eriksson (IF Friska Viljor)     | IF Friska Viljor  |
| 1965 | Seppo Höynölä (Malmbergets AIF)       | IF Friska Viljor  |
| 1966 | Bengt Eriksson (IF Friska Viljor)     | nicht ausgetragen |
| 1967 | Seppo Höynölä (Malmbergets AIF)       | Frösö IF          |
| 1968 | Sven-Olof Israelsson (Dala-Järna IK)  | IF Friska Viljor  |
| 1969 | Sven-Olof Israelsson (Dala-Järna IK)  | Dala-Järna IK     |
| 1970 | Sven-Olof Israelsson (Dala-Järna IK)  | Dala-Järna IK     |
| 1971 | Sven-Olof Israelsson (Dala-Järna IK)  | Holmens IF        |
| 1972 | Sven-Olof Israelsson (Dala-Järna IK)  | Umeå-Holmsund SK  |
| 1973 | Sven-Olof Israelsson (Dala-Järna IK)  | Dala-Järna IK     |
| 1974 | Håkan Westbergh (Anundsjö IF)         | nicht ausgetragen |
| 1975 | Håkan Westbergh (Anundsjö IF)         | Umeå-Holmsund SK  |
| 1976 | Torbjörn Lundqvist (Umeå-Holmsund SK) | nicht ausgetragen |
| 1977 | Per Balkåsen (Sysslebäcks SK)         | nicht ausgetragen |
| 1978 | Per Balkåsen (Sysslebäcks SK)         | nicht ausgetragen |
| 1979 | Martin Rudberg (Nedansjö IK)          | nicht ausgetragen |
| 1980 | Martin Rudberg (Nedansjö IK)          | nicht ausgetragen |
| 1981 | Gösta Liljeqvist (Holmens IF)         | Holmens IF        |
| 1982 | Martin Rudberg (Nedansjö IK)          | Holmens IF        |
| 1983 | Göran Andersson (Sysslebäcks BK)      | nicht ausgetragen |
| 1984 | Göran Andersson (Sysslebäcks BK)      | nicht ausgetragen |
| 1985 | Göran Andersson (Sysslebäcks BK)      | nicht ausgetragen |
| 1986 | Göran Andersson (Sysslebäcks BK)      | nicht ausgetragen |
| 1987 | Göran Andersson (Sysslebäcks IF)      | nicht ausgetragen |
| 1988 | Göran Andersson (Sysslebäcks IF)      | IF Friska Viljor  |
| 1989 | Göran Andersson (Sysslebäcks IF)      | Bollnäs GIF       |
| 1990 | Thomas Nordgren (Bollnäs GIF)         | Bollnäs GIF       |
| 1991 | Göran Andersson (Sysslebäcks IF)      | nicht ausgetragen |
| 1992 | Göran Andersson (Sysslebäcks IF)      | Sysslebäcks IF    |
| 1993 | Thomas Nordgren (Bollnäs GIF)         | Bollnäs GIF       |
| 1994 | Thomas Nordgren (Bollnäs GIF)         | nicht ausgetragen |
| 1995 | Thomas Nordgren (Bollnäs GIF)         | Bollnäs GIF       |
| 1996 | Thomas Nordgren (Bollnäs GIF)         | Bollnäs GIF       |
| 1997 | Andreas Fahlén (IF Friska Viljor)     | Bollnäs GIF       |
| 1998 | Mattias Lind (Bollnäs GIF)            | nicht ausgetragen |
| 1999 | Fredrik Jakobsson (Koskullskulle AIF) | nicht ausgetragen |
| 2000 | Fredrik Jakobsson (Koskullskulle AIF) | nicht ausgetragen |
| 2001 | Fredrik Jakobsson (Koskullskulle AIF) | nicht ausgetragen |
| 2002 | Fredrik Jakobsson (Koskullskulle AIF) | nicht ausgetragen |
| 2003 | Fredrik Jakobsson (Koskullskulle AIF) | nicht ausgetragen |
| 2004 | Marcus Henriksson (Sysslebäcks IF)    | nicht ausgetragen |
| 2005 | nicht ausgetragen                     | nicht ausgetragen |
| 2006 | Lars Englund (Bollnäs GIF)            | nicht ausgetragen |
| 2007 | Joakim Lehto (Svansteins SK)          | nicht ausgetragen |
| 2008 | nicht ausgetragen                     | nicht ausgetragen |
| 2009 | nicht ausgetragen                     | nicht ausgetragen |
| 2010 | Johan Eriksson (Holmens IF)           | nicht ausgetragen |

## Titelgewinner

### Einzel
- Platzierung: Gibt die Reihenfolge der Sportler wieder. Diese wird durch die Anzahl der Titel bestimmt. Bei gleicher Anzahl wird chronologisch sortiert.
- Name: Name des Sportlers
- Von: Jahr, in dem der Sportler das erste Mal den Titel gewann
- Bis: Jahr, in dem der Sportler zum letzten Mal den Titel gewann
- Titel: Anzahl gewonnener Meistertitel

| Platz | Name                 | Von  | Bis  | Titel |
| ----- | -------------------- | ---- | ---- | ----- |
| 1.    | Göran Andersson      | 1983 | 1992 | 9     |
| 2.    | Bengt Eriksson       | 1953 | 1966 | 8     |
| 3.    | Ejnar Olsson         | 1910 | 1921 | 7     |
| 4.    | Sven-Olof Israelsson | 1968 | 1973 | 6     |
| 5.    | Harald Hedjerson     | 1932 | 1939 | 5     |
| 5.    | Sven Israelsson      | 1944 | 1950 | 5     |
| 5.    | Thomas Nordgren      | 1990 | 1996 | 5     |
| 5.    | Fredrik Jakobsson    | 1999 | 2003 | 5     |
| 9.    | John Westbergh       | 1938 | 1942 | 4     |
| 9.    | Lars Dahlqvist       | 1959 | 1963 | 4     |
| 11.   | Olle Tandberg        | 1912 | 1922 | 3     |
| 11.   | Sven Eriksson        | 1927 | 1930 | 3     |
| 11.   | Otto Hultberg        | 1929 | 1936 | 3     |
| 11.   | Martin Rudberg       | 1979 | 1982 | 3     |
| 15.   | Thor Lööf            | 1916 | 1919 | 2     |
| 15.   | John Jonsson         | 1924 | 1925 | 2     |
| 15.   | Sven Rogström        | 1943 | 1945 | 2     |
| 15.   | Clas Haraldsson      | 1949 | 1951 | 2     |
| 15.   | Seppo Höynölä        | 1965 | 1967 | 2     |
| 15.   | Håkan Westbergh      | 1974 | 1975 | 2     |
| 15.   | Per Balkåsen         | 1977 | 1978 | 2     |
| 22.   | Menotti Jakobsson    | 1917 | 1917 | 1     |
| 22.   | Pelle Holmström      | 1923 | 1923 | 1     |
| 22.   | Sven Johansson       | 1926 | 1926 | 1     |
| 22.   | Karl Pettersson      | 1931 | 1931 | 1     |
| 22.   | Erik Elmsäter        | 1952 | 1952 | 1     |
| 22.   | Lars-Erik Efverström | 1954 | 1954 | 1     |
| 22.   | Torbjörn Lundqvist   | 1976 | 1976 | 1     |
| 22.   | Gösta Liljeqvist     | 1981 | 1981 | 1     |
| 22.   | Andreas Fahlén       | 1997 | 1997 | 1     |
| 22.   | Mattias Lind         | 1998 | 1998 | 1     |
| 22.   | Marcus Henriksson    | 2004 | 2004 | 1     |
| 22.   | Lars Englund         | 2006 | 2006 | 1     |
| 22.   | Joakim Lehto         | 2007 | 2007 | 1     |
| 22.   | Johan Eriksson       | 2010 | 2010 | 1     |

### Teamwertung
- Platzierung: Gibt die Reihenfolge der Vereine wieder. Diese wird durch die Anzahl der Titel bestimmt. Bei gleicher Anzahl wird chronologisch sortiert.
- Name: Name des Vereins
- Von: Jahr, in dem der Verein als Team das erste Mal den Titel gewann
- Bis: Jahr, in dem der Verein als Team zum letzten Mal den Titel gewann
- Titel: Anzahl gewonnener Meistertitel

| Platz | Name              | Von  | Bis  | Titel |
| ----- | ----------------- | ---- | ---- | ----- |
| 1.    | IF Friska Viljor  | 1927 | 1988 | 11    |
| 2.    | Grycksbo IF       | 1932 | 1941 | 7     |
| 3.    | Bollnäs GIF       | 1989 | 1997 | 6     |
| 4.    | Djurgårdens IF    | 1925 | 1955 | 5     |
| 4.    | Njurunda IK       | 1943 | 1962 | 5     |
| 4.    | IFK Kiruna        | 1944 | 1951 | 5     |
| 4.    | Dala-Järna IK     | 1946 | 1973 | 5     |
| 8.    | Holmens IF        | 1971 | 1982 | 3     |
| 9.    | Domsjö IF         | 1937 | 1938 | 2     |
| 9.    | Umeå-Holmsund SK  | 1972 | 1976 | 2     |
| 11.   | Anundsjo IF       | 1942 | 1942 | 1     |
| 11.   | IF Östersund      | 1945 | 1945 | 1     |
| 11.   | Lycksele IF       | 1949 | 1949 | 1     |
| 11.   | Vännäs AIK        | 1953 | 1953 | 1     |
| 11.   | Koskullskulle AIF | 1963 | 1963 | 1     |
| 11.   | Frösö IF          | 1967 | 1967 | 1     |